# Тафт (Калифорнија)
Тафт (енгл. Taft) град је у америчкој савезној држави Калифорнија. По попису становништва из 2010. у њему је живело 9.327 становника.

## Демографија
Према попису становништва из 2010. у граду је живело 9.327 становника, што је 2.927 (45,7%) становника више него 2000. године.
| Група             | 2000.         | 2010.         |
| Белци             | 5.061 (79,1%) | 5.221 (56,0%) |
| Афроамериканци    | 126 (2,0%)    | 396 (4,2%)    |
| Азијати           | 81 (1,3%)     | 93 (1,0%)     |
| Хиспаноамериканци | 995 (15,5%)   | 3.353 (35,9%) |
| Укупно            | 6.400         | 9.327         |